# Yaeji
Kathy Yaeji Lee (hangul: 이예지; rr: Ye-ji; Nova Iorque, 6 de agosto de 1993), conhecida profissionalmente como Yaeji, é uma cantora, DJ e produtora coreano-americana. Seu estilo musical combina elementos de house music e hip hop com vocais suaves cantados em inglês e coreano.

## Início de vida
Kathy Yaeji Lee nasceu em 6 de agosto de 1993 em Flushing, Queens (Nova Iorque), como filha única de uma família coreana. Ela se mudou de Nova Iorque para Atlanta quando tinha 5 anos e depois para a Coreia do Sul durante a terceira série. Enquanto morava na Coreia do Sul, Yaeji alternava entre diferentes escolas internacionais anualmente, levando-a a encontrar amigos na Internet, onde descobriria a música pela primeira vez. Ela também estudou brevemente em uma escola no Japão antes de voltar para a Coreia.
Yaeji voltou para os Estados Unidos para estudar arte conceitual, Estudos do Leste Asiático e design gráfico na Universidade Carnegie Mellon em Pittsburgh, na Pensilvânia. Ela começou a se dedicar ao DJing como um hobby enquanto frequentava a Carnegie Mellon, creditando a festa música eletrônica Hot Mass com a sua "doutrinação na vida noturna". Yaeji aprendeu a usar o Traktor e começou a ser DJ em festas em casas. Ela foi DJ por dois anos antes de aprender o Ableton, fazendo sua própria música e estreando na estação de rádio WRCT da faculdade Carnegie Mellon. Yaeji se formou na Carnegie Mellon em 2015.

## Carreira
Após a formatura, Yaeji se mudou de volta para Nova Iorque para se envolver na cena musical e para se tornar DJ. Seu primeiro single, "New York '93", referindo-se ao seu ano de nascimento, foi lançado através da gravadora nova-iorquina Godmode em 29 de fevereiro de 2016, seguido também por um cover de "Guap", música do DJ australiano Mall Grab, que foi lançado em maio do mesmo ano. Ela havia previamente lançado músicas no SoundCloud, porém elas foram removidas; entre elas "Areyouami", que foi lançada quando ela estava na faculdade.
Seu primeiro EP homônimo incluindo os dois singles anteriores foi lançado pela Godmode em 31 de março de 2017.
Yaeji começou a ganhar atenção após sua primeira sessão no Boiler Room em maio de 2017, que contou com um remix do single "Passionfruit" de Drake. A música foi posteriormente lançada oficialmente na página do Soundcloud da Godmode.
O primeiro de vários singles independentes, "Therapy", foi lançado em julho de 2017 seguido por um single digital de duas faixas: Remixes, Vol. 1 em 1 de agosto e o single "Last Breath" em 28 de agosto.
O videoclipe do single "Drink I'm Sippin On" foi lançado no canal do YouTube da 88rising em outubro de 2017, ganhando rapidamente mais de 1 milhão de visualizações em duas semanas.
Em 3 de novembro de 2017, Yaeji lançou seu segundo EP, EP2, com críticas positivas e sucesso comercial moderado. O vídeo de "Raingurl" foi lançado em 16 de novembro.
Yaeji foi nomeada para a lista longa Sound of 2018 da BBC em novembro de 2017. Ela também se apresentou no Festival Coachella de 2018.
Em 2021, "Raingurl" chegou à lista de reprodução do Spotify da revista T do New York Times, "Right Here: Asian Women Artists in the West". Ela também se apresentou no festival de música BRIC 's Celebrate Brooklyn!, onde ela foi agitada pelos fãs.

## Vida pessoal
Yaeji atualmente mora no Brooklyn.

## Discografia

### Mixtapes
| Título                       | Detalhes do álbum                                                | Melhores posições | Melhores posições |
| Título                       | Detalhes do álbum                                                | US World          | UK Breakers       |
| ---------------------------- | ---------------------------------------------------------------- | ----------------- | ----------------- |
| What We Drew 우리가 그려왔던 | - Lançamento: 2 de abril de 2020 - Formato: CD, download digital | 12                | 15                |

### Extended plays
| Título | Detalhes do álbum                                               | Melhores posições |
| Título | Detalhes do álbum                                               | US Elec. Sales    |
| ------ | --------------------------------------------------------------- | ----------------- |
| Yaeji  | - Lançamento: 31 de março de 2017 - Formato: Download digital   | —                 |
| EP2    | - Lançamento: 3 de novembro de 2017 - Formato: Download digital | 5                 |

### Singles
| Título                         | Ano  | Album                        |
| ------------------------------ | ---- | ---------------------------- |
| "New York '93"                 | 2016 | Yaeji                        |
| "Guap"                         | 2016 | Yaeji                        |
| "Noonside"                     | 2017 | Yaeji                        |
| "Feel It Out"                  | 2017 | Yaeji                        |
| "Therapy"                      | 2017 | Single sem álbum             |
| "Passionfruit"                 | 2017 | EP2                          |
| "Drink I'm Sippin On"          | 2017 | EP2                          |
| "Raingurl"                     | 2017 | EP2                          |
| "One More"                     | 2018 | Single sem álbum             |
| "Waking Up Down"               | 2020 | What We Drew 우리가 그려왔던 |
| "What We Drew 우리가 그려왔던" | 2020 | What We Drew 우리가 그려왔던 |

#### Como artista convidada
| Título                                          | Ano  | Álbum         |
| ----------------------------------------------- | ---- | ------------- |
| "Swim Me" (Ellie Herring com Yaeji)             | 2016 | What a Joy    |
| "Drink Redux" (DJ OG Uncle Skip com Yaeji)      | 2018 | East vs. West |
| "February 2017" (Charli XCX com Clairo e Yaeji) | 2019 | Charli        |

### Remixes
| Título                             | Ano  | Artista(s) remixado(s)     |
| ---------------------------------- | ---- | -------------------------- |
| "Leave Me Alone (Yaeji Remix)"     | 2017 | Calypso Rose com Manu Chao |
| "Betty Than I Would (Yaeji Remix)" | 2017 | Tomas Barfod               |
| "With You (Yaeji Remix)"           | 2017 | The Range & Jim-E Stack    |
| "Focus (Yaeji Remix)"              | 2018 | Charli XCX                 |
| "Beach2K20 (Yaeji Remix)"          | 2019 | Robyn                      |
| "Don't Start Now (Yaeji Remix)"    | 2020 | Dua Lipa                   |

### Vídeos
- "New York '93" (2016)
- "Guap" (2016)
- "Noonside" (2017)
- "Feel It Out" (2017)
- "Therapy" (2017)
- "Last Breath" (2017)
- "Drink I'm Sippin On" (2017)
- "Raingurl" (2017)
- "One More" (2018)
- "Waking Up Down" (2020)
- "What We Drew 우리가 그려왔던" (2020)

## Leitura complementar
- Lhooq, Michelle (verão de 2018). «Cover Story: Yaeji». The Fader (113). Consultado em 10 de junho de 2018. Cópia arquivada em 10 de junho de 2018